# سافرجت (فلم)
سافرجت (بالإنجليزية: Suffragette) فيلم دراما بريطاني من إخراج سارة غافرون وتأليف أبي مورغان، وهو أول فيلم روائي يتم تصويره في البرلمان البريطاني منذ الخمسينات.
يركز الفيلم على العضوات الأوائل في حركة سافرجت النسوية البريطانية، التي نشطت في نهاية القرن التاسع عشر وبداية القرن العشرين، ناهضت الحركة في سبيل حصول النساء البريطانيات على حق التصويت، وحق رعاية الأطفال. الفيلم من بطولة ميريل ستريب وهيلينا بونهام كارتر وكاري موليجان وبن ويشا وبرندان غليسون.

## مصدر
1. ↑  Specters of Slapstick and Silent Film Comediennes. New York Chichester, West Sussex: Columbia University Press. 31 ديسمبر 2018. ص. 173–210. ISBN:9780231547062. مؤرشف من الأصل في 2020-03-28. {{استشهاد بكتاب}}: |archive-date= / |archive-url= timestamp mismatch (مساعدة)

## وصلات خارجية
- مقالات تستعمل روابط فنية بلا صلة مع ويكي بيانات

لا توجد روابط لمواقع التواصل الاجتماعي.